# Enrique Díaz (futbolista)
Enrique Alberto Díaz Harvey (Limón, 23 de febrero de 1959) es un exfutbolista costarricense. Jugó inicialmente como defensa y finalmente como delantero en el C.S. Herediano y principalmente en el Deportivo Saprissa, entre otros equipos locales.
A Díaz se le considera uno de los mejores extremos izquierdos de Costa Rica de la década de 1980, y es una de las figuras deportivas más reconocidas en el país. En su carrera anotó 86 goles.
Jugó un total de 19 años en la Primera División de Costa Rica, entre 1977 y 1996, y estuvo en 676 encuentros, siendo el tercer jugador con más partidos del fútbol profesional costarricense.
Era conocido como "El Zancudo" a causa de sus largas piernas.

## Trayectoria
Enrique Díaz debutó en 1977 en la Primera División, a los 18 años de edad. en el equipo de su ciudad natal, A.D. Limonense, con el que permaneció dos años.
En 1979, fue contratado por otro club pequeño, pero esta vez del Valle Central, la A.D. Ramonense.
En 1980, se trasladó al C.S. Herediano, equipo con el que obtuvo el subcampeonato nacional en 1980 y el campeonato nacional en 1981, siendo titular indiscutible.
En 1984, pasó a jugar con el Deportivo Saprissa, donde realizó la mayor parte de su carrera y donde obtuvo sus mayores logros deportivos. Con Saprissa fue subcampeón nacional en 1984, 1991 y 1992, y ganó cuatro títulos nacionales en los años 1988, 1989, 1993-1994 y 1994-1995. A nivel internacional, ganó una Copa de Campeones CONCACAF en 1993, y logró un subcampeonato en la Copa Interamericana 1994, luego de disputar la final ante Universidad Católica.
Enrique Díaz abandonó la práctica profesional del fútbol en 1996, apenas un año después del retiro de otro ídolo contemporáneo del Saprissa, Evaristo Coronado, con quien jugó durante más de 10 años.

## Selección nacional
Díaz hizo 52 apariciones con la Selección nacional de fútbol de Costa Rica desde 1979 hasta 1992, siendo por lo tanto, uno de los jugadores más regulares en todas las convocatorias durante ese período. A nivel juvenil, fue parte del equipo nacional que jugó los Juegos Panamericanos en 1979, realizados en Puerto Rico.
Posteriormente, integró la Selección mayor que participó en las eliminatorias en la disciplina de fútbol rumbo a los Juegos Olímpicos de Moscú 1980.
 Sin embargo, luego de la clasificación, no fue llevado al certamen soviético por una decisión técnica del entrenador español Antonio Moyano Reina.
En 1983, fue parte del equipo que clasificó y jugó en los Juegos Olímpicos de Los Ángeles de 1984. En 1985, participó en la eliminatoria hacia el Mundial de México 1986, pero su selección resultó eliminada.
Díaz fue titular en la eliminatoria hacia el Mundial de Italia 1990, pero no fue convocado para el torneo por el entrenador serbio Bora Milutinović, a pesar de un clamor nacional para su inclusión. El hecho causó una profunda decepción en el futbolista, para ese entonces en la cúspide de su carrera.
Su última eliminatoria fue la del Mundial de Estados Unidos 1994, competencia a la que no clasificó la Selección de Costa Rica.

## Vida personal
Desde su retiro, Enrique realizó varios cursos para ser director técnico y ha atendido varias escuelas de fútbol. Desde inicios de la década del 2000, trabaja con el sistema de ligas menores de Saprissa, como visor de jóvenes futbolistas.
Su hijo, Júnior Díaz, hizo una prologada carrera en varios clubes europeos, como el  Wisła Cracovia, Club Brujas, Maguncia 05 y el Darmstadt 98. Además fue seleccionado nacional con Costa Rica y participó varios torneos internacionales

## Clubes
| Club               | País       | Año       |
| ------------------ | ---------- | --------- |
| A.D Limonense      | Costa Rica | 1977-1978 |
| A.D Limonense      | Costa Rica | 1979      |
| C.S Herediano      | Costa Rica | 1980-1983 |
| Deportivo Saprissa | Costa Rica | 1984-1996 |

## Palmarés

### Torneos nacionales
| Título           | Club                 | País       | Año     |
| ---------------- | -------------------- | ---------- | ------- |
| Primera División | Club Sport Herediano | Costa Rica | 1981    |
| Primera División | Deportivo Saprissa   | Costa Rica | 1988    |
| Primera División | Deportivo Saprissa   | Costa Rica | 1989    |
| Primera División | Deportivo Saprissa   | Costa Rica | 1993-94 |
| Primera División | Deportivo Saprissa   | Costa Rica | 1994-95 |

### Torneos internacionales
| Título            | Club               | Sede       | Año  |
| ----------------- | ------------------ | ---------- | ---- |
| Copa de Campeones | Deportivo Saprissa | Costa Rica | 1993 |
| Copa de Campeones | Deportivo Saprissa | Costa Rica | 1995 |